# Mina Rees
Mina Rees   (Cleveland, 2 d'agost de 1902 - Nova York, 25 d'octubre de 1997) va ser una matemàtica estatunidenca.

## Vida i Obra
Nascuda a Cleveland, la família es va traslladar al Bronx (Nova York) quan ella només tenia dos anys. Com que tenia molt bones notes, es va matricular al Hunter College High School on es va graduar el 1923. Els dos cursos següents, mentre estudiava a la Universitat de Colúmbia, va ser professora ajudant al Hunter High i en obtenir el màster a Colúmbia el 1925, va ser contractada com professora del Hunter College. El 1929 havia estalviat prou diners per marxar a la universitat de Chicago a fer el doctorat sota la direcció de Leonard Dickson. El 1931 va obtenir el doctorat amb una tesi sobre les àlgebres de divisió i, l'any següent, es va reincorporar al claustre del Hunter College.
El 1943, Vannevar Bush, director del Office of Scientific Research and Development, va crear el Applied Mathematics Panel a Nova York, una agència que havia de cobrir la manca de matemàtics professionals en l'esforç bèl·lic durant la Segona Guerra Mundial. El seu director va ser Warren Weaver i, a suggeriment de Courant, Rees va ser nomenada assistent i ajudant tècnic de Weaver. Molts dels treballa que va coordinar tenien a veure amb la informàtica i, potser, la seva tasca no ha estat encara prou valorada. La seva tasca en aquesta posició va ser "incomparablement fina", tan és així que, en acabar la guerra, li van ser concedides una menció de mèrit del govern estatunidenc i una medalla reisl de la corona britànica.
El 1946, acabada la guerra, va anar a Washington DC per a fer-se càrrec del departament de matemàtiques de la Oficina de Recerca Naval, des d'on va donar suport a la creació de l'Institut d'Anàlisi Numérica. El 1953 va retornar al Hunter College, del qual va ser degana de la facultat i, el 1961, va ser impulsora de la creació de la universitat de la Ciutat de Nova York, de la qual va esdevenir president de l'escola de graduats, fins que es va retirar el 1972. El 1985, la universitat li va posar el seu nom a la biblioteca universitària.
Com treballs de recerca, Rees, només va publicar la seva tesi doctoral i un article de 1952 escrit conjuntament amb Richard Courant i Eugene Isaacson. Hi ha varies possibles raons d'aquest abandonament seu de la recerca, la més probable de les quals és la forta càrrega de docència que hi havia a la universitat americana. Malgrat això, la seva tasca más important va raure en l'organització i l'administració del sistema de recerca i docència en matemàtiques.